# Findling Neu Dargelin

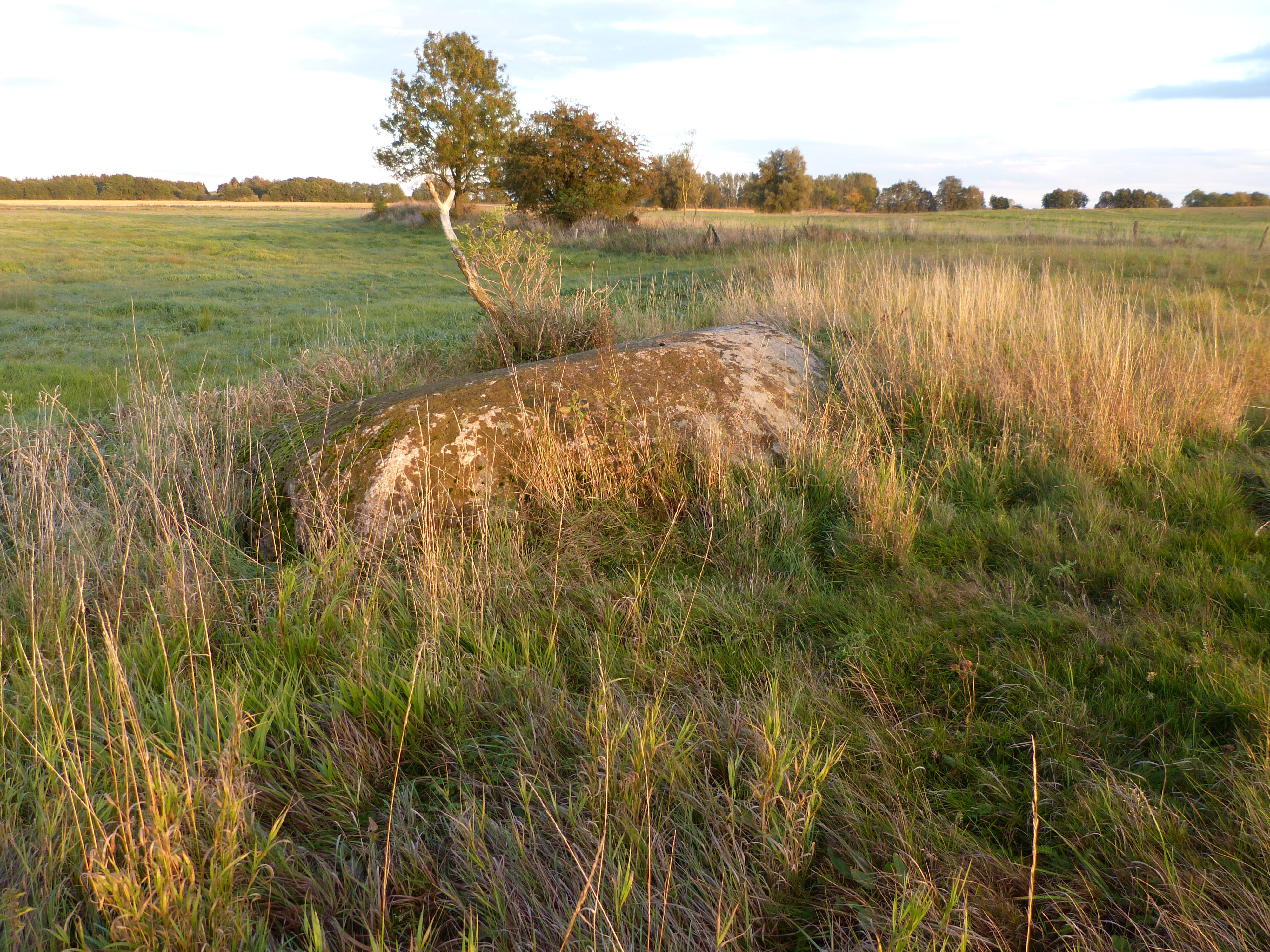
Findling Neu Dargelin

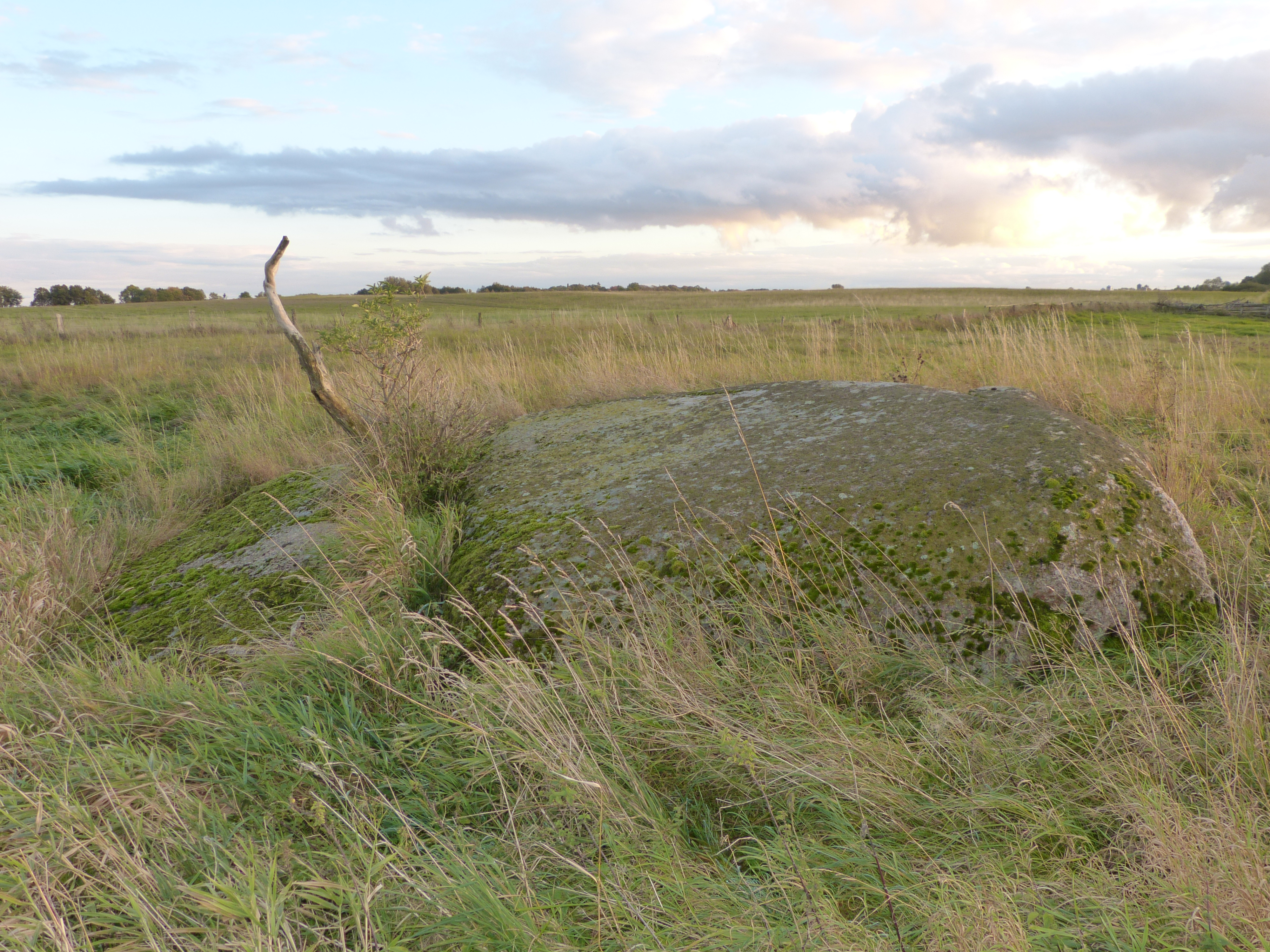
Ansicht von Nordwesten

Der Findling Neu Dargelin, auch Großer Findling von Neu Dargelin genannt, befindet sich rund 800 Meter nordnordöstlich des Ortsteils Neu Dargelin der Gemeinde Behrenhoff im Landkreis Vorpommern-Greifswald. Er liegt in einer Koppel am Rand der Niederung der Schwinge. Der Stein ist als Geotop beim Landesamt für Umwelt, Naturschutz und Geologie Mecklenburg-Vorpommern unter der Nummer G2_030 erfasst.
Seine Länge beträgt 6,8 m, die Breite 4,4 m und die Höhe 0,8 m. Bei einem Umfang von 12,5 m hat er ein Volumen von 29 m3. Er besteht aus Svaneke-Granit, der während der Weichselkaltzeit mit Gletschern von der Insel Bornholm nach Norddeutschland transportiert wurde. Die heutige Oberseite wurde dabei eben geschliffen. Durch Frostsprengung wurde der Stein in zwei ungleich große Teilstücke gespalten.